# Los Teques
Los Teques es la ciudad capital del Estado Miranda y del Municipio Guaicaipuro. Está ubicada en la Región Capital en el centro-norte de Venezuela. Específicamente, al suroeste de Caracas, a una altitud de 1169 m s. n. m.. Se localiza en la cordillera de la Costa, a orillas del río San Pedro, que desciende de tierras situadas al NE. Los Teques cuenta con una población para 2023, según el Instituto Nacional de Estadística, de 332.725 habitantes. La ciudad es reconocida como parte de la aglomeración denominada Gran Caracas.

## Toponimia
Era territorio de los indios Caribes Teques. Su jefe fue Guaicaipuro, indígena que acaudilló la resistencia a la penetración española en la región centro-norte de Venezuela. La voz "Teque" parece ser onomatopéyica (teque-teque), que podría tener su origen en una forma de comunicación de los aborígenes de la zona, incluso provenir del sonido que emitían al caminar los collares y colgantes que usaban los indígenas como adorno personal.

## Historia
Cincuenta y dos años después de la muerte de Guaicaipuro, se funda la ciudad de San Diego de los Altos en 1620, siendo la primera ciudad luego de fundada Caracas. Los fundadores eran en su mayoría de origen español peninsular que llegaron con Diego de Losada, quizás de allí se derive su nombre en memoria del capitán fundador de Caracas. Para el año 1600 Los Teques formaba parte de una encomienda y los territorios conquistados de la zona que actualmente comprende Los Teques se le asignaron a Andrés González, quien era compañero de Francisco Fajardo y Francisco Tostado de la Peña.  Luego pasan al Capitán Juan de Ascanio y a Correa de Benavides, la tradición de la propiedad continua con Diego de Miquilena quien vende en 1684 a Doña Melchora Ana Tovar Ibáñez, viuda del Capitán Juan de Ascanio. Setenta años más tarde estas mismas tierras eran patrimonio de Juan de Ascanio y Correa de Benavides y para finales de ese siglo las llamadas tierras de los altos que conformaban buena parte de lo que es hoy el Municipio Guaicaipuro eran propiedad de Diego de Miquilena. 
A partir del año 1772, los habitantes españoles de San Pedro de Los Altos se trasladan progresivamente a un caserío que contaba con tan solo 99 habitantes, fundándose luego como la ciudad de Los Teques un 21 de octubre de 1777, por el obispo Mariano Martí estando de visita pastoral, el nombre de la ciudad es en memoria de los Indios Teques,  en sus proximidades otros caseríos: Pueblo Nuevo, Retamal, San Corniels y Corozal.
Las tribus vecinas asentadas en el territorio eran: Cumanagotos, Arahuacos, Tacariguas, Quiriquires, Caruaos, Tomuzas, Meregotes, Caracas.  Todas estas etnias vivían de la caza, agricultura, y de un intercambio comercial, denominado trueque.  Además construían casas denominadas chozas, rancho o trojas realizadas con materiales encontrados en las zonas.
Para 1781 son ya 1500 los pobladores, Alejandro de Humboldt la menciona como «un pueblucho miserable» en 1800, y ya para 1805 tenía 2.800 pobladores. A finales de 1810 y luego de un largo litigio, las poblaciones de San Pedro de los Altos y Carrizal se separan civilmente de Los Teques, al que pertenecían.
En 1891, el actual territorio del municipio estuvo dividido en 2: el municipio Los Teques, conformado por los barrios El Guarataro, El Trigo, El Alambique, El Barbecho, El Rincón, Río Arriba, Santa Rosa, Quebrada de la Virgen, Las Lagunetas, La Francia y Las Guamas; y el municipio San Juan, que comprendía La Mata, Vueltalarga, La Cañada, Retamal, El Corozal, Camatagua, Corozalito, Puertas Morochas, Guayas, Guayitas, El Jabillal, Chacao (sic), Guaremal y Naigua, y según el censo de ese año, todos en conjunto tenían una población de 5.012 habs., con 2.919 habs. para Los Teques.
Entre septiembre y octubre de 1892, cuando ocurría la llamada Revolución Legalista, el sitio de Los Colorados, cercano a Los Teques, fue escenario de uno de sus más cruentos combates, al enfrentarse las fuerzas del general Joaquín Crespo, al mando del general Ramón Guerra, con las tropas del general José Ignacio Pulido, que representaba el tambaleante gobierno de Raimundo Andueza Palacio.

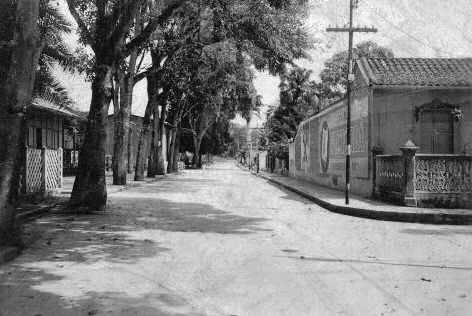
Los Teques en 1940

En lo administrativo, Los Teques alcanzó el rango de capital de estado en 1927, mucho después de la creación del estado Miranda por la Constitución del 29 de marzo de 1901; ya antes habían sido capitales Petare (1900-1904) y Ocumare del Tuy (1904-1927) y para ello fue necesario que el general Juan Vicente Gómez, constituyera el Distrito Federal y el distrito Guaicaipuro se adscribiera al estado Miranda en 1909.
En 1912 los salesianos fundaron el liceo San José, de dilatada trayectoria docente, y en 1940 se instaló el liceo Francisco de Miranda. En 1950 se estableció la Escuela de Formación de Guardias Nacionales y en 1965 la vicaría general de Los Teques fue elevada a obispado, siendo su primer obispo monseñor Juan José Bernal, con jurisdicción en 37 parroquias. En 1970 se instala en tierras próximas a la Quebrada de la Virgen, el Instituto Científico y Tecnológico de la Industria Petrolera Nacional (INTEVEP), y en 1971 inicia sus actividades el Colegio Universitario de la región capital. En octubre de 1979 se funda el Ateneo de Los Teques.

## Geografía

### Hidrografía
El principal río de Los Teques se llama San Pedro, limpio y frío en sus cabeceras (Parque Macarao). Este desemboca en el río Guaire de Caracas.

### Relieve
La ciudad de Los Teques está situada en una porción de territorio quebrado, a 1168 metros sobre el nivel del mar. En su relieve montañoso, destacan grandes colinas y cerros en la parte suroeste de las estribaciones centrales del ramal del Litoral. 

### Vegetación
Este aspecto sufre igualmente las variaciones propias del relieve, el clima, los suelos y la actividad humana, en este sentido encontramos vegetación de montaña caracterizada principalmente por bosques nublados, bosques caducos, bosques de galería y otros. Árboles como la Enea, Guamo, Majagua, Yagrumo, Jobo, Laurel, Cipreses y Pinos. Arbustos como el Tártago, Níspero Japonés, Bromelias, Herbáceas, Gramíneas y Gamelotes. Destacan en la vegetación de la región la floricultura como actividad de gran importancia comercial. Un árbol de gran importancia en la zona es el Eucalipto, que en la actualidad se encuentra en dos especies: el árbol tradicional y el Eucalipto de jardín.

### Clima
En Los Teques hay dos estaciones marcadas: Estación Seca (diciembre – marzo). Durante esta estación las temperaturas son más suaves, entre 10 °C y 23 °C. La otra estación es la lluviosa (abril – noviembre). El comienzo de esta estación se ve marcado por las altas temperaturas de hasta 29 °C con noches húmedas y tiempo inestable; el resto del año la temperatura varía entre 18 °C y 24 °C. En las zonas más alejadas del centro de la ciudad, y más despobladas, el clima es más benigno.

## Economía

### Industria, comercio y producción agropecuaria
Los Teques comenzó a prosperar durante el siglo xvii, en paralelo con el auge agrícola que experimentó Venezuela en esa época, especialmente en el cultivo de caña de azúcar, cacao, tabaco y café. Estas actividades impulsaron el crecimiento económico de la región y consolidaron su papel como centro agrícola de importancia en los Valles Altos mirandinos.
Con el paso del tiempo, la ciudad fue transformándose en una zona residencial y turística para los habitantes de Caracas, debido a su clima templado, su cercanía con la capital y su entorno natural. Esta condición de ciudad satélite favoreció la expansión urbana y la construcción de infraestructuras de servicios.
A partir de la década de 1970, Los Teques experimentó un proceso de desarrollo industrial, beneficiándose de terrenos accesibles y de su proximidad al puerto de Puerto Cabello.
En el sector agropecuario se cosecha:
- Café
- Flores
- Verduras
- Tubérculos
- Frutas

En el sector minero:
- Mármol: carretera Caracas - Los Teques, San Pedro y Agua Fría.
- Calizas: Los Teques y San Pedro.
- Níquel: La loma de Hierro, un importante yacimiento mineral de níquel que comparte Miranda y Aragua, vía Altagracia de la Montaña.
- Amianto: se encuentra en San Pedro y Agua Fría.
- Grafito: en Laguneta de la Montaña y entre San Diego y Carrizal.
- Oro: fue explotado en los inicios de la colonia y existía en Tácata, Los Teques y en Paracotos.

## Transporte

### Transporte por carretera
Sus principales vías de comunicación son la Carretera Panamericana, con una extensión de 29 kilómetros que comunica la capital mirandina con la ciudad de Caracas, la antigua vía de Las Adjuntas, llamada comúnmente como la "Carretera Vieja", vía de doble canal, construida a principios del siglo XX por reclusos del régimen del General Juan Vicente Gómez, hoy en día se sigue utilizando para comunicar el suroeste de Caracas (Macarao, Ruiz Pineda, Adjuntas, Caricuao, Antímano), alberga en sus alrededores gran cantidad de barriadas pobres con construcciones precarias en las laderas de las montañas o cerros (Chabolas). La Carretera Panamericana continúa su trayecto hacia el Oeste y comunica las poblaciones de Paracotos y Tejerías, esta última da acceso a la Autopista Regional del Centro y colinda con el Estado Aragua. La vía de El Jarillo, población agrícola y turística, es otra vía de acceso a Los Teques, esta vía comunica a la Colonia Tovar (Estado Aragua) y a El Junquito (estado La Guaira), esta vía ha sufrido transformaciones estructurales hoy en día son losas de concreto y tramos asfaltados, con curvas pronunciadas y precipicios muy pronunciados. 

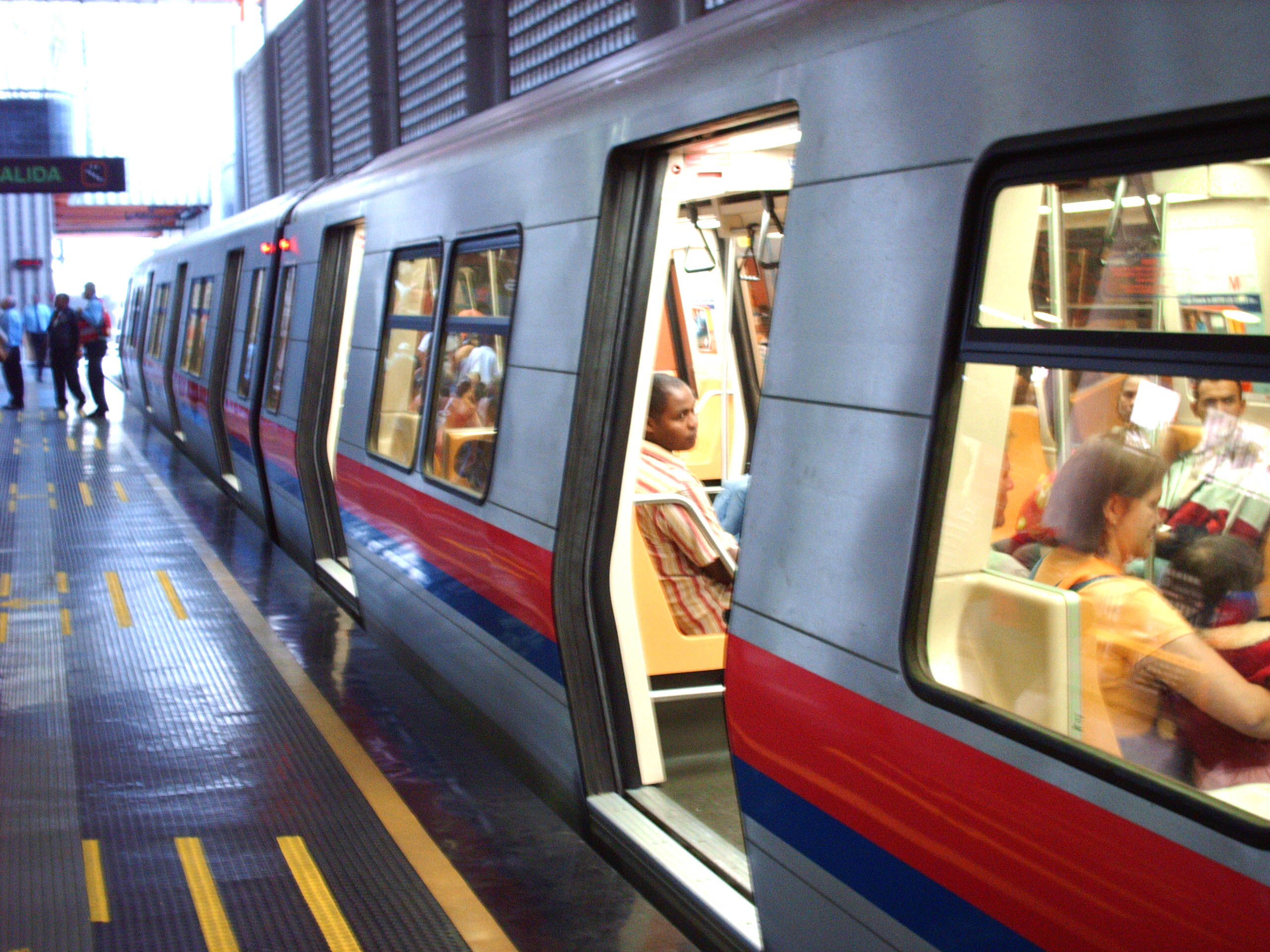
Metro de Los Teques.

Otra ruta muy utilizada es la vía de la "Mariposa" - "Las Mayas", la cual es una carretera de doble vía y atraviesa los pueblos de Carrizal, San Diego y San José, la vía es montañosa con varias curvas pronunciadas. Esta vía enlaza los municipios Guaicaipuro, Los Salias y Carrizal del Estado Miranda.

### Transporte por ferrocarril
Desde el 2006, se comunica con el Metro de Caracas a través del sistema Metro de Los Teques, en funciones desde noviembre de 2006. La empresa Metro de Los Teques se encuentra en la construcción de la línea tres de este sistema con su ruta hacia San Antonio de Los Altos y Caracas; posteriormente (Vía la Mariposa) a lo largo de la Carretera Panamericana.

## Urbanismo
Los Teques presenta un grave problema de planificación. De un pequeño valle de montañas, riachuelos y haciendas de campo, se convirtió en una ciudad con graves problemas de tráfico y planificación urbana. Hoy en día los tequenses se debaten entre la superpoblación, la insuficiencia de fuentes de empleos para su población (la gran mayoría trabaja en Caracas), la falta de sitios de recreación, el tráfico y la constante contaminación de sus serranías y ríos. 
Entre algunos de los problemas devenidos por el urbanismo se encuentran las altas tasas de inseguridad, la escasez de espacios para la recreación, la contaminación ambiental y sónica, entre otros.

## Salud

### Hospital General Victorino Santaella
En el año 1980 concluye la construcción del Hospital General Victorino Santaella, un edificio de 11 pisos y con una capacidad de 300 camas. Fue inaugurado por el entonces Presidente de la República Carlos Andrés Pérez en 1988, al inicio de su segundo mandato. Está ubicado en la avenida Bicentenario. La instalación fue diseñads con capacidad para 440 camas. El edificio tiene planta baja, once pisos y un sótano, en los cuales se distribuyen los servicios de consulta externa y de emergencias, odontología, laboratorio y banco de sangre, rayos X, servicios de dietética y sociales, epidemiología, traumatología, anatomía patológica y psiquiatría, una biblioteca y la asesoría legal. Este hospital aún hoy no ha sido puesto en marcha en su totalidad.

## Cultura

### Monumentos y lugares de interés
En Los Teques se pueden encontrar todavía algunas edificaciones que datan de finales del siglo XVI y principios del siglo XX, así como edificaciones contemporáneas, como La Catedral, en donde reside el obispado, la casa del pintor Arturo Michelena,la Universidad Politécnica Territorial de los Altos Mirandinos Cecilio Acosta, el Liceo San José, creado por los padres Salesianos; en un principio la educación se impartía a varones y luego pasó al modo mixto; tiene grandes extensiones de terreno. También existe una edificación donde se imparten clases de Filosofía a nivel superior en el Instituto Universitario Salesiano Padre Ojeda (IUSPO) y una extensión de la Universidad Católica Andrés Bello (UCAB), el Intevep (Instituto de Investigaciones Petroleras de Venezuela), la Universidad Experimental de las Fuerzas Armadas (UNEFA) tiene un núcleo en la antigua fábrica de Gillette que comparte con la gobernación del estado, El Ateneo de los Teques, polo de desarrollo cultural del pueblo tequense; La Escuela de Guardias Nacionales de Venezuela, que se encuentra ubicada en las montañas de Ramo Verde, así como también el Liceo Militar G.N Cap(f) Pedro María Ochoa Morales.

#### Plaza Bolívar de Los Teques

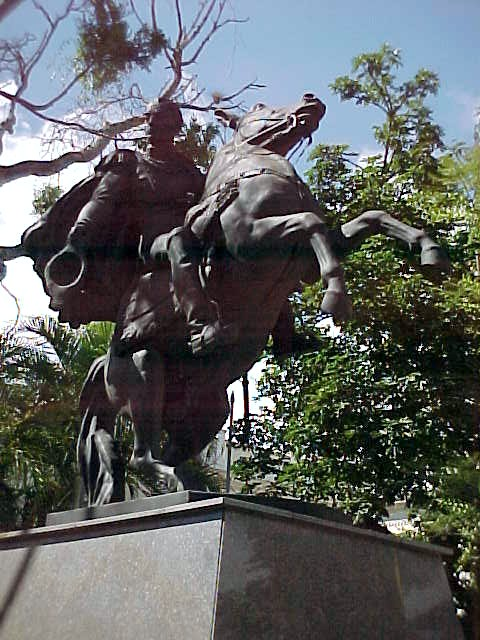
Estatua ecuestre de la Plaza Bolívar de Los Teques

Rinde honor al Libertador Simón Bolívar y fue inaugurada el 5 de julio de 1911. Su característica principal es que sólo cuenta con una esquina y la primera escultura que se erigió en este lugar fue una estatua de pie del Libertador. Posteriormente es remodelada y se cambió la estatua pedestre por una escultura ecuestre y se fijó la fecha de su reinauguración el 17 de diciembre, para celebrar el centenario de la muerte del Libertador.
Apenas ocupa media cuadra, consta de una sola esquina, y esto se debe a que ella está definida por dos cuerpos alargados en “L”, los cuales ocupa desde 1928 el edificio de la gobernación, conocido desde antaño como la casa de las 49 ventanas. A su alrededor también están el Palacio de Gobierno, la Casa Amarilla y la catedral San Felipe Neri.

### Edificaciones religiosas

#### Catedral San Felipe Neri
La Catedral de San Felipe Neri o Catedral de Los Teques es el templo mayor de la ciudad, por su historia y ubicación, y es la sede la diócesis de Los Teques.Se encuentra ubicado en el centro histórico de la ciudad frente de la Plaza Bolívar de Los Teques.

#### Parroquia Nuestra Señora del Carmen
Está ubicada frente a la Plaza Miranda, en la calle Cecilio Acosta con la calle Roque. Su construcción comenzó en el año 1905, utilizando materiales provenientes de la cuenca de la quebrada bajo el puente Castro. Fue inaugurada el 16 de julio del año 1956, pero fue hasta un año después, en julio de 1957 cuando fue creada la Parroquia Nuestra Señora del Carmen, y su primer párroco fue el padre Luis Rafael Tinoco.

#### Parroquia San Juan Bosco
Construida a finales de los años 80 por la comunidad salesiana, está ubicada en la avenida Jorge Lösh, frente al Liceo San José y en la urbanización Simón Bolívar. Fue inaugurada en el año 1989 y su primer párroco fue el sacerdote salesiano Ángel Bertapelle. Además del servicio religioso, cuenta con un servicio de capacitación para el trabajo de jóvenes y adultos de la zona.

### Otros lugares de interés

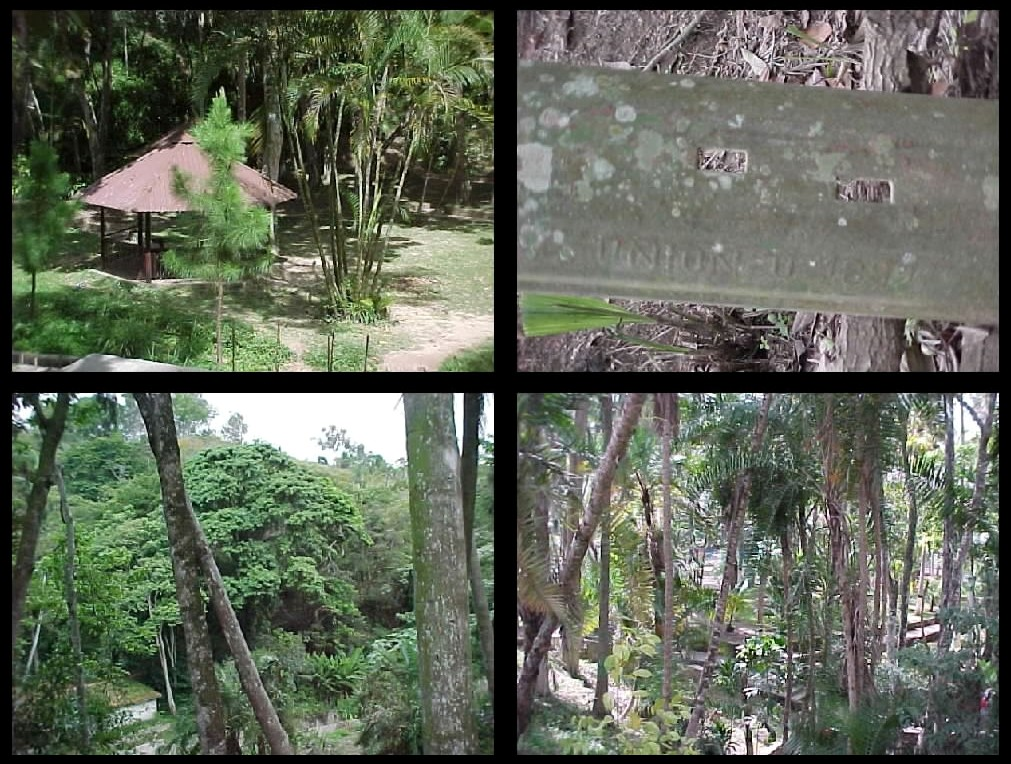
Parque Knoop o "Los Coquitos"

#### Parque Knoop
El Parque Knoop, conocido como Parque Los Coquitos, fue el primer jardín botánico de Venezuela, siendo a su vez, un pulmón natural de la ciudad de Los Teques . Fue el resultado del paso del Ferrocarril por Los Teques, la empresa contratada para la construcción de su trazado se ocupó de plantar muchos árboles venido de otras latitudes.

#### Parque "El Encanto"
A este parque, El Encanto, llegaba por vía férrea en el tren que partía de La Estación en ruta a los valles de Aragua, a Valencia y Puerto Cabello. Era un recorrido de unos veinte minutos donde podíamos apreciar el verdor de los cerros, los bosques y las bellezas naturales que rodeaban a Los Teques. 

#### Cerro de la Cruz
Desde esa altura, la mayor de la zona, 1600 metros, podían observar todos los alrededores, desde los caminos que venían de los Valles del Tuy, los de Aragua por La Laguneticas y de Caracas vía Macarao.

#### Estadio Guaicaipuro
Ubicado en el sector El Barbecho justo detrás de la comandancia de policía del Estado Miranda.

#### La Cueva del Indio
Es este otro de los sitios ligados íntimamente a las costumbres y tradiciones de los tequeños. Llena está la memoria de las leyendas, dichos y cuentos sobre este sector. Tiene más valor tradicional que espeleológico esta pequeña cavidad llamada la Cueva del Indio.

#### Liceo San José
Fundado por J. J. Arocha, "El Tigre" en 1910. Por sus aulas pasaron ilustres venezolanos. Regentado hasta 1935 por los Arocha hasta que fue adquirido por los Padres Salesianos, cinco años después de la muerte del Tigre Arocha. Su primer director fue el padre Isaías Ojeda y entre sus profesores estuvieron Rómulo Gallegos, Fernando Paz Castillo, Ignacio Burk. Pascual Venegas y Pedro Itriago Chacín. Entre los alumnos que pasaron por sus aulas destacan Pedro León Zapata; Arturo Uslar Pietri, Miguel Otero Silva, Juan Pablo Pérez Alfonzo, Renato Rodríguez, Román Chalbaud, Renny Ottolina, Francisco Tamayo Yepes, Carlos Alberto Moros Ghersi,  J. J. Moros, Rosalio José Castillo Lara, Raúl Biord Castillo, Reinaldo Bolívar entre otros.

#### Bulevard Lamas

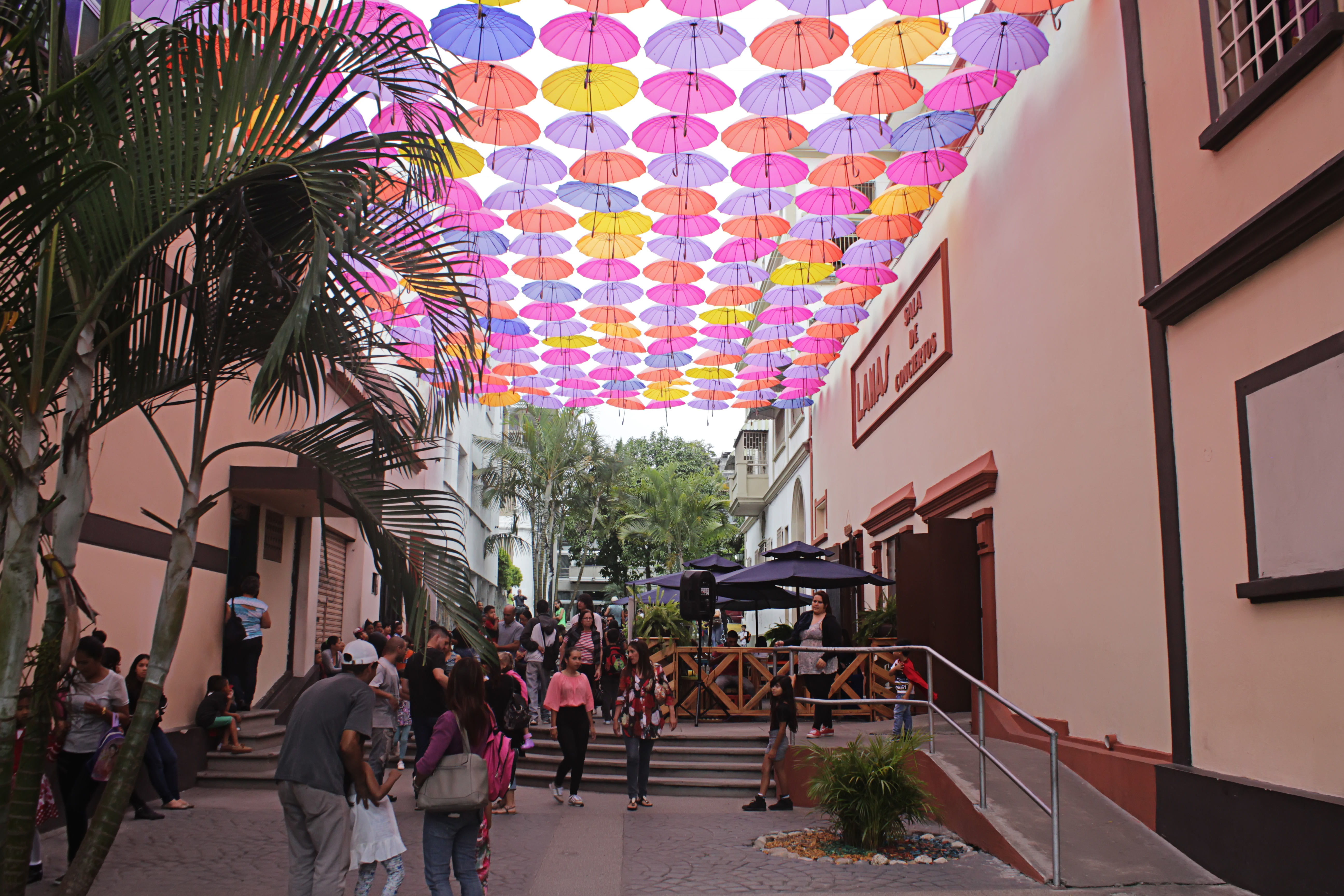
Paseo Lamas

Antiguamente conocido como pasaje Gómez, es el espacio que separa el edificio de la Casa de la Cultura y las edificaciones de la Casa Parroquial, Teatro Lamas (Sala de Conciertos Lamas) y donde antes funcionaba el Colegio San Felipe Neri y también estuvo ubicada durante muchos años (hasta finales de los 90s) la Biblioteca Cecilio Acosta. La Casa de la Cultura construida por el entonces Gobernador Esteban Agudo Freites ha servido por años de centro de promoción de la cultura en la ciudad.

#### Casa Cuna Consuelo Marturet
Es una de las pocas edificaciones que quedan en Los Teques de hace más o menos cien años, funciona allí la Casa Cuna Consuelo Marturet, fundada en honor de y por una donación de esa familia.

#### Ateneo de Los Teques
Fundado en octubre de 1979 por el entonces Gobernador del Estado, doctor José Rafael Unda Briceño, quien le otorgó en comodato su actual sede el "Complejo Cultural Cecilio Acosta", construido en lo que se conoció como la Colonia Infantil, en la Quinta San José, ubicada en La Hoyada. Desde su fundación ha venido desarrollando programas de promoción cultural en diferentes áreas como el teatro, la música, artes plásticas, literatura y a la vez mantiene talleres permanentes para el desarrollo de las potencialidades artísticas de los niños y jóvenes. En junio del año 2019, fue disuelto y sus espacios fueron desalojados por el Gobierno Bolivariano del Estado Miranda, quedando sus espacios ocupados por personal de la Alcaldía Bolivariana de Guaicaipuro, dejando a decenas de niños sin sus programas de Educación artística y cultural.

#### Museo Colonial de Los Teques
Rescatado por el Ateneo de Los Teques y rescatadas las colecciones de cerámicas, imágenes religiosas y otras piezas de artesanía industrial colonial, fue llevada a la sede del Ateneo donde funcionó por más de dos años, hasta que por iniciativa de la institución se logró reubicarlo en una casa más apropiada y se designó una Directora. Este museo se inició en los años sesenta, se dieron a la tarea de rescatar algunas piezas valiosas de imaginería religiosa y otras de valor arqueológico e histórico. 

#### Puente Castro
Nombre que según algunos autores le puso el general Cipriano Castro a esa estructura de hierro en el año en que Los Teques fue sede de la Presidencia de la República. En esa época la familia Castro hizo residencia en Los Teques habilitando las mansiones existentes, que ocuparon sus más allegados. Más tarde los Gómez también se residenciarían en Los Teques cuando Juan Vicente Gómez tomó el poder.

### Costumbres y tradiciones

#### Fiestas Patronales
- Semana Santa.
- Quema de Judas.
- Fiesta de la Cruz de mayo.
- Misas de Aguinaldo.
- Carnavales.
- Fiestas de Joropos.
- Los Toros Coleados.
- La Quiebra de Coco.

#### Música
- Joropo Tuyero
- Golpe Mirandino

#### Festivales
- Festival de corales del Estado Miranda.
- Festival de Teatro de Los Teques

#### Gastronomía
| - Tequeño - La cafunga - Fufú - Cacona - Berengue - Empanadas | - Mazamorra - Majarete - Suspiros - Torrejas - Casabe - Golfeados |

### Efemérides
| Mes        | Celebración |  |
| ---------- | --- |  |
| Enero      | - Muerte de don Guadalupe Hernández |  |
| Febrero    | - Natalicio de Cecilio Acosta. - Inauguración del tren El Encanto. - Los Teques pasa a ser capital Mirandina.                                                                                                 |  |
| Marzo      | - Paracotos es elevada a Parroquia Eclesiástica con el nombre de San Juan Evangelista. - Nace en San Pedro, José Roque Pinto. - Nace en San Pedro Juan de Dios Guanche. - Creación del cantón de Guaicaipuro. |  |
| Abril      | - Se crea la vice-Feligrecia de tacatá. - Se inaugura el parque Gustavo Knoop. |  |
| Mayo       | |  |
| Junio      | |  |
| Julio      | - Muere Cecilio Acosta |  |
| Agosto     | - Los Teques tiene su primer párroco Manuel Fernández Feo |  |
| Septiembre | - Nace don Guadalupe Hernández |  |
| Octubre    | - Elevación eclesiástica de la ciudad de los Teques |  |
| Noviembre  | |  |
| Diciembre  | - Inauguran la plaza Miranda. - Día de Guaicaipuro y los indígenas. |  |

## Medios de comunicación

#### Periódicos y revistas
- Diario La Región
- Diario Avance

#### Emisoras de radio
Los Teques cuenta con una característica histórica resaltante dentro de la radiodifusión, en los años 70 se pone en funcionamiento Radio Miranda con su sede en la calle Ayacucho en el edificio Radio Miranda y para el 11 de abril de 1984 inició transmisiones la primera emisora AM STEREO de América Latina: Radio Metropolitana 1550 AM. Este acontecimiento revolucionó el sonido de la radio en amplitud modulada, pues hasta ese año aún no iniciaban las transmisiones comerciales en frecuencia modulada en Venezuela, lo cual le permitió competir con estaciones de Caracas con el mismo estilo y target (juvenil). De igual forma, diez años después nace la primera estación FM de los altos mirandinos que también formaba parte del mismo concesionario. Así, en 1994, comenzó transmisiones TOP 105.9 FM, estación que posteriormente tendría que cambiar de dial por razones técnicas y luego se convertiría en Metropolitana 97.1 FM.[cita requerida]
En la actualidad ninguna de las dos estaciones pioneras de Los Teques está al aire por el cese de concesión y cierre por parte de CONATEL. Las únicas emisoras que transmiten su señal en frecuencia modulada con estudios en la capital del estado Miranda son:
- Panamericana 88.3 FM (Adulto Popular - Comercial)
- Época 88.7 FM (Popular - Comercial)
- P&P 89.9 FM (Deportiva - Comercial)
- Plenitud 90.9 FM (Comunitaria - Cristiana)
- Paraipa 94.7 FM (Comunitaria de San Pedro de los Altos)
- Frecuencia Feeling 97.1 FM (Adulto Contemporáneo - Comercial)
- Urquía 97.5 FM (Deportiva - Comunitaria)
- Latina 98.7 FM (Tropical - Comercial)
- Radio Nacional Venezuela 99.7 FM (Informativa - Del Estado)
- Canto del Águila 100.5 FM (Comunitaria - Cristiana)
- RV 102.1 FM (Joven/Adulto - Comercial)
- La Voz de Guaicaipuro 102.9 FM (Comunitaria)
- Antena 103.7 FM (Tropical/Urbano - Comercial)